# Ferizaj
Ferizaj (in albanese Ferizaj; in serbo Урошевац?, Uroševac, in precedenza Ferizovik, Ferizović reso anche con la grafia Ferisovich) è una città del Kosovo.

## Origine del nome
Nel XIX secolo, prima del 1873, nell'area dove oggi si trova la città era presente un hotel gestito da un albanese, un certo Feriz Shashivari; la città prende il nome dal gestore dell'hotel, diventando Ferizaj mediante il suffisso -aj che in albanese si usa per riferirsi a una persona. Durante il periodo dell'Impero ottomano il nome della città fu tramutato in Ferizovik fino al 1913 con il Trattato di Londra quando Ferizaj andò sotto il dominio dell'allora Regno di Serbia; un'ordinanza del governo serbo, al fine di far perdere l'identità albanese alla città, cambiò il nome in Uroševac in onore dello zar Stefano Uroš V di Serbia. Nel 1999, con la conclusione della Guerra del Kosovo, la città ritorna ad avere il suo antico nome Ferizaj.

## Storia
Ferizaj è una città relativamente nuova in Kosovo; fino al 1873 era un piccolo villaggio. Iniziò a svilupparsi sotto tutti i punti di vista con la costruzione della linea ferroviaria Mitrovica - Skopje.
La linea ferroviaria era molto importante ai tempi, sia per i servizi offerti ai viaggiatori, sia soprattutto per il trasporto delle merci: questo fece sì che le persone si trasferissero in quello che allora era un villaggio, e la popolazione aumentò in modo impressionante.
Proprio in funzione della sua posizione lungo la linea ferroviaria, un progetto italiano di ferrovia transbalcanica ha considerato la città quale potenziale nodo ferroviario.

## Geografia antropica

### Suddivisioni amministrative
La municipalità si divide nei seguenti villaggi:
Babljak, Balić, Biba, Burnik, Varoš Selo, Gatnje, Gornje Nerodimlje, Grebno, Grlica, Doganjevo, Donje Nerodimlje, Dramnjak, Zaskok, Zlatare, Jezerce, Jerli Prelez, Jerli Talinovac, Kamena Glava, Kosin, Košare, Laškobare, Manastirce, Mirosavlje, Muhadžer Prelez, Muhadžer Talinovac, Muhovce, Nekodim, Novi Miraš, Papaz, Plešina, Pojatište, Raka, Rahovica, Sazlija, Svrčina, Slivovo, Sojevo, Softović, Srpski Babuš, Stari Miraš, Staro Selo, Stojković, Tankosić, Trn, Uroševac e Crnilo.

## Società

### Evoluzione demografica
| Composizione etnica |          |   |       |   |        |   |          |   |      |   |         |   |          |   |        |   |         |
| Anno/Etnia          | Albanesi | % | Serbi | % | Turchi | % | Bosniaci | % | Roma | % | Ashkali | % | Egiziani | % | Gorani | % | Totale  |
| 2013                | 104 152  |   | 37    |   | 56     |   | 83       |   | 205  |   | 3 629   |   | 24       |   | 64     |   | 108 610 |